# Okręg wyborczy Woodbridge
Okręg wyborczy Woodbridge powstał w 1885 r. i wysyłał do brytyjskiej Izby Gmin jednego deputowanego. Okręg obejmował miasto Woodbridge w hrabstwie Suffolk. Został zlikwidowany w 1950 r.

## Deputowani do brytyjskiej Izby Gmin z okręgu Woodbridge
- 1885–1886: Robert Everett
- 1886–1892: Robert Lloyd-Anstruther
- 1892–1895: Robert Everett
- 1895–1906: Ernest Pretyman, Partia Konserwatywna
- 1906–1910: Robert Everett
- 1910–1920: Robert Francis Peel
- 1920–1929: Arthur Churchman, Partia Konserwatywna
- 1929–1931: Frank Fison
- 1931–1945: Walter Ross-Taylor, Partia Konserwatywna
- 1945–1950: John Hare, Partia Konserwatywna